# Necropoli ellenistica di Capoliveri
La necropoli ellenistica di Capoliveri è una necropoli situata sull'Isola d'Elba, in località Profico (toponimo collegabile al latino praefica), nel comune di Capoliveri. Fu scoperta nel 1816 dal colonnello Giacomo Mellini.
La necropoli, parzialmente distrutta del 1969 durante lavori agricoli, è stata utilizzata a partire dagli inizi del III secolo a.C. sino agli inizi del I secolo a.C. Le sepolture contenevano kylikes a vernice nera dell'Atelier des petites estampilles, tre lekythoi una delle quali con la firma T. VALERIO, oinochoai a vernice nera con bocca a cartoccio, vasi ibero-punici coppe e patere a vernice nera, alcune olpai di produzione calena, alcune pelikai, una phiale mesomphalos firmata da Retus Gabinius, due boccali di Empúries, alcuni lagynoi e kalathoi, lucerne fittili e due anfore greco-italiche. Tra i reperti di metallo, alcuni candelabri, un infundibulum con manico zoomorfo, un'armilla, una fibula, pinze, un vaso biconico, un boccale.
I reperti sono conservati presso il Museo archeologico di Portoferraio.
Nel resoconto del 1816, Giacomo Mellini scrisse: «Fu alla sommità del colle che diressi le mie prime scoperte (...). Vi ritrovai ossa di cadaveri, altri di una statura assai grande e quasi gigantesca, altri di mediocre e ordinaria, ed altri infine di parvoli e fanciulli, rivolti tutti peraltro colla faccia all'oriente. Avea ogni cadavere all'intorno di sé mitre, piatti ed altri vasellami, qualcuno dei quali identificati col tufo durissimo.»